# Jacqueline Toboni
Jacqueline Toboni, née le 18 février 1992 à San Francisco, en Californie, est une actrice américaine. Elle est connue notamment pour son rôle de Rebelle dans la série Grimm.

## Biographie

### Jeunesse et études
Jacqueline Toboni est la cadette de cinq enfants. Sa sœur Gianna Toboni est correspondante et productrice auprès de Vice Media. Elle est diplômée du St. Ignatius College Preparatory de San Francisco (en 2010) et de l’Université du Michigan (en 2014). Elle a également suivi de nombreux cours de théâtre, par exemple le Williamston Theatre Festival en tant qu’apprentie, le Movement Studio Theatre à New York, et la Royal Academy of Dramatic Art à Londres.
Avant même d’être diplômée, elle avait quitté pour prendre un rôle récurrent dans la série Grimm, en 2011. Elle est d’origine italienne par son père et irlandaise par sa mère.

### Carrière
Jacqueline Toboni est connue pour son rôle de Theresa Rubel (dite « Rebelle ») dans la série Grimm de NBC, de 2014 à 2017.
En 2015, elle est apparue dans un épisode de Major Crimes.
En 2016, elle est également apparue dans quatre épisodes de la série Netflix Easy,
En 2017, elle apparaissait dans la seizième saison de Hell’s Kitchen, en tant qu’invitée dans le onzième épisode lors d’un dîner de gala de charité en faveur des malades du cancer.
En 2019, elle fait partie des actrices principales de la série The L Word: Generation Q.

## Filmographie
Cinéma
| Année | Titre         | Rôle   | Notes              |
| 2014  | Bad Girls     | Rachel | Court-métrage      |
| 2017  | Liked         | Kelly  |                    |
| 2018  | The Last Room | Sam    | En post-production |
| 2018  | The Bygone    | Jamie  | En tournage        |

Séries télévisées
| Année     | Titre                    | Rôle                     | Notes                                    |
| 2014-2017 | Grimm                    | Theresa « Trubel » Rubel | Saison 3, rôle récurrent                 |
| 2015      | Jill Takes LA            | Jacqueline Chobani       | Rôle principal                           |
| 2015      | Major Crimes             | Officier Leanne Tracy    | Saison 4, ép. 7 : Targets of Opportunity |
| 2017      | Hell’s Kitchen           | Elle-même                | Saison 16, ép. 18 : Aerial Maneuvers     |
| 2016-2019 | Easy                     | Jo                       | Rôle récurrent                           |
| 2019-2021 | The L Word: Generation Q | Sarah Finley             | Rôle principal                           |
| 2024      | Doctor Odyssey           | Rosie                    | Rôle secondaire                          |

## Voix françaises
Jacqueline Toboni est doublée par Victoria Grobois dans Grimm, par Jessica Monceau dans The L Word: Generation Q et par Laëtitia Lefebvre dans Docteur Odyssée.